# (8403) Minorushimizu
(8403) Minorushimizu est un astéroïde de la ceinture principale.

## Description
(8403) Minorushimizu est un astéroïde de la ceinture principale. Il fut découvert le 6 mai 1994 à Ōizumi par Takao Kobayashi. Il présente une orbite caractérisée par un demi-grand axe de 3,00 UA, une excentricité de 0,09 et une inclinaison de 9,5° par rapport à l'écliptique.

## Compléments